# Loweia rubi
Loweia rubi är en fjärilsart som beskrevs av Antoine François, comte de Fourcroy 1785. Loweia rubi ingår i släktet Loweia och familjen juvelvingar. Inga underarter finns listade i Catalogue of Life.